# Айс Ла Фокс
Айс Ла Фокс (на английски: Ice La Fox) е артистичен псевдоним на американската порнографска актриса Ванеса Ордонез (Vanessa Ordonez), родена на 28 февруари 1983 г. в Маями, щата Флорида, САЩ.
Дъщеря е на порнографската актриса и режисьор Анджела Д'Анджело.

## Награди
Носителка на награди за изпълнение на сцени
- 2007 AVN награда за най-добра орална секс сцена (филм) – съносителка с Ерик Мастерсън, Томи Гън, Маркъс Лондон и Марио Роси за изпълнение на сцена във филма „FUCK“.[3]

Номинации
- 2013: Номинация за AVN награда за най-добра орална секс сцена – „Рак сити ХХХ“.[4][5]